# Claudia-Mihaela Banu
Claudia-Mihaela Banu (n. 4 februarie 1974, Râmnicu Vâlcea, Vâlcea, România) este un senator român, ales în 2020 din partea PNL. 